# Liste der Nummer-eins-Hits in Neuseeland (2004)
Dies ist eine Liste der Nummer-eins-Hits in Neuseeland im Jahr 2004. Sie basiert auf den offiziellen Single und Albums Top 40, die im Auftrag von Recorded Music NZ, dem neuseeländischen Vertreter der IFPI, ermittelt werden. Es gab in diesem Jahr 20 Nummer-eins-Singles und 16 Nummer-eins-Alben.

## Singles
| ← 2003 ← | Liste der Nummer-eins-Hits in Neuseeland | Liste der Nummer-eins-Hits in Neuseeland | Liste der Nummer-eins-Hits in Neuseeland                                       | 2005 →                    |
| \| Zeitraum \| Wo. ges. \| Interpret \| Titel Autor(en) \| Zusätzliche Informationen \| \| (Zeitraum, Wochen auf Platz eins, Interpret, Titel, Autor[en], zusätzliche Informationen) \| \| \| \| \| \| ----------------------------------------------------------------------------------------- \| -------- \| ------------------------------ \| ------------------------------------------------------------------------------ \| ------------------------- \| \| 7. Dezember 2003 – 17. Januar 2004 6 Wochen \| 6 \| Guy Sebastian \| Angels Brought Me Here \| – \| \| 18. Januar 2004 – 24. Januar 2004 1 Woche \| 1 \| The Black Eyed Peas \| Shut Up \| – \| \| 25. Januar 2004 – 14. Februar 2004 3 Wochen \| 3 \| Baby Bash \| Suga Suga \| – \| \| 14. Februar 2004 – 21. Februar 2004 1 Woche (insgesamt 3) \| 3 \| Jamelia \| Superstar \| – \| \| 22. Februar 2004 – 28. Februar 2004 1 Woche \| 1 \| Scribe \| Dreaming / So Nice \| – \| \| 29. Februar 2004 – 13. März 2004 2 Wochen (insgesamt 3) \| 3 \| Jamelia \| Superstar \| – \| \| 14. März 2004 – 18. April 2004 6 Wochen \| 6 \| Eamon \| F**k It (I Don’t Want You Back) \| – \| \| 19. April 2004 – 25. April 2004 1 Woche \| 1 \| D12 \| My Band \| – \| \| 26. April 2004 – 16. Mai 2004 3 Wochen \| 3 \| Usher feat. Lil Jon & Ludacris \| Yeah! \| – \| \| 17. Mai 2004 – 4. Juli 2004 7 Wochen \| 7 \| Ben Lummis \| They Can’t Take That Away \| – \| \| 5. Juli 2004 – 25. Juli 2004 3 Wochen \| 3 \| Usher \| Burn \| – \| \| 26. Juli 2004 – 22. August 2004 4 Wochen \| 4 \| Misfits of Science \| Fools Love \| – \| \| 23. August 2004 – 29. August 2004 1 Woche \| 1 \| The Rasmus \| In the Shadows \| – \| \| 30. August 2004 – 5. September 2004 1 Woche \| 1 \| Adeaze feat. Aaradhna \| Getting Stronger \| – \| \| 6. September 2004 – 12. September 2004 1 Woche \| 1 \| Nelly \| My Place / Flap Your Wings \| – \| \| 13. September 2004 – 19. September 2004 1 Woche \| 1 \| Michael Murphy \| So Damn Beautiful \| – \| \| 20. September 2004 – 24. Oktober 2004 5 Wochen \| 5 \| Dei Hamo \| We Gon’ Ride \| – \| \| 25. Oktober 2004 – 14. November 2004 3 Wochen \| 3 \| P-Money feat. Scribe \| Stop the Music \| – \| \| 15. November 2004 – 19. Dezember 2004 5 Wochen \| 5 \| Eminem \| Just Lose It \| – \| \| 20. Dezember 2004 – 26. Dezember 2004 1 Woche \| 1 \| Band Aid 20 \| Do They Know It’s Christmas? \| – \| \| 27. Dezember 2004 – 23. Januar 2005 4 Wochen \| 4 \| Snoop Dogg feat. Pharrell \| Drop It Like It’s Hot Cordozar Calvin Broadus, Pharrell L. Williams, Chad Hugo \| – \| |                                          |                                          |                                                                                |                           |
| ← 2003 |                                          |                                          |                                                                                | → 2005 →                  |
| Zeitraum | Wo. ges.                                 | Interpret                                | Titel Autor(en)                                                                | Zusätzliche Informationen |
| (Zeitraum, Wochen auf Platz eins, Interpret, Titel, Autor[en], zusätzliche Informationen) |                                          |                                          |                                                                                |                           |
| 7. Dezember 2003 – 17. Januar 2004 6 Wochen | 6                                        | Guy Sebastian                            | Angels Brought Me Here                                                         | –                         |
| 18. Januar 2004 – 24. Januar 2004 1 Woche | 1                                        | The Black Eyed Peas                      | Shut Up                                                                        | –                         |
| 25. Januar 2004 – 14. Februar 2004 3 Wochen | 3                                        | Baby Bash                                | Suga Suga                                                                      | –                         |
| 14. Februar 2004 – 21. Februar 2004 1 Woche (insgesamt 3) | 3                                        | Jamelia                                  | Superstar                                                                      | –                         |
| 22. Februar 2004 – 28. Februar 2004 1 Woche | 1                                        | Scribe                                   | Dreaming / So Nice                                                             | –                         |
| 29. Februar 2004 – 13. März 2004 2 Wochen (insgesamt 3) | 3                                        | Jamelia                                  | Superstar                                                                      | –                         |
| 14. März 2004 – 18. April 2004 6 Wochen | 6                                        | Eamon                                    | F**k It (I Don’t Want You Back)                                                | –                         |
| 19. April 2004 – 25. April 2004 1 Woche | 1                                        | D12                                      | My Band                                                                        | –                         |
| 26. April 2004 – 16. Mai 2004 3 Wochen | 3                                        | Usher feat. Lil Jon & Ludacris           | Yeah!                                                                          | –                         |
| 17. Mai 2004 – 4. Juli 2004 7 Wochen | 7                                        | Ben Lummis                               | They Can’t Take That Away                                                      | –                         |
| 5. Juli 2004 – 25. Juli 2004 3 Wochen | 3                                        | Usher                                    | Burn                                                                           | –                         |
| 26. Juli 2004 – 22. August 2004 4 Wochen | 4                                        | Misfits of Science                       | Fools Love                                                                     | –                         |
| 23. August 2004 – 29. August 2004 1 Woche | 1                                        | The Rasmus                               | In the Shadows                                                                 | –                         |
| 30. August 2004 – 5. September 2004 1 Woche | 1                                        | Adeaze feat. Aaradhna                    | Getting Stronger                                                               | –                         |
| 6. September 2004 – 12. September 2004 1 Woche | 1                                        | Nelly                                    | My Place / Flap Your Wings                                                     | –                         |
| 13. September 2004 – 19. September 2004 1 Woche | 1                                        | Michael Murphy                           | So Damn Beautiful                                                              | –                         |
| 20. September 2004 – 24. Oktober 2004 5 Wochen | 5                                        | Dei Hamo                                 | We Gon’ Ride                                                                   | –                         |
| 25. Oktober 2004 – 14. November 2004 3 Wochen | 3                                        | P-Money feat. Scribe                     | Stop the Music                                                                 | –                         |
| 15. November 2004 – 19. Dezember 2004 5 Wochen | 5                                        | Eminem                                   | Just Lose It                                                                   | –                         |
| 20. Dezember 2004 – 26. Dezember 2004 1 Woche | 1                                        | Band Aid 20                              | Do They Know It’s Christmas?                                                   | –                         |
| 27. Dezember 2004 – 23. Januar 2005 4 Wochen | 4                                        | Snoop Dogg feat. Pharrell                | Drop It Like It’s Hot Cordozar Calvin Broadus, Pharrell L. Williams, Chad Hugo | –                         |

## Alben
| ← 2003 ← | Liste der Nummer-eins-Hits in Neuseeland | Liste der Nummer-eins-Hits in Neuseeland | Liste der Nummer-eins-Hits in Neuseeland | 2005 →                    |
| \| Zeitraum \| Wo. ges. \| Interpret \| Titel \| Zusätzliche Informationen \| \| (Zeitraum, Wochen auf Platz eins, Interpret, Titel, zusätzliche Informationen) \| \| \| \| \| \| ------------------------------------------------------------------------------ \| -------- \| ----------------- \| ------------------------------- \| ------------------------- \| \| 23. November 2003 – 4. Februar 2004 11 Wochen (insgesamt 22) \| 22 \| Hayley Westenra \| Pure \| – \| \| 15. Februar 2004 – 21. Februar 2004 1 Woche \| 1 \| Incubus \| A Crow Left of the Murder … \| – \| \| 22. Februar 2004 – 3. April 2004 6 Wochen \| 6 \| Norah Jones \| Feels Like Home \| – \| \| 4. April 2004 – 2. Mai 2004 5 Wochen \| 5 \| Guns n’ Roses \| Greatest Hits \| – \| \| 3. Mai 2004 – 9. Mai 2004 1 Woche \| 1 \| D12 \| D12 World \| – \| \| 10. Mai 2004 – 16. Mai 2004 1 Woche (insgesamt 3) \| 3 \| Amici Forever \| The Opera Band \| – \| \| 17. Mai 2004 – 23. Mai 2004 1 Woche \| 1 \| Adeaze \| Always & for Real \| – \| \| 24. Mai 2004 – 6. Juni 2004 2 Wochen (insgesamt 3) \| 3 \| Amici Forever \| The Opera Band \| – \| \| 7. Juni 2004 – 20. Juni 2004 2 Wochen (insgesamt 6) \| 6 \| Usher' \| Confessions \| – \| \| 21. Juni 2004 – 4. Juli 2004 2 Wochen \| 2 \| Ben Lummis \| One Road \| – \| \| 5. Juli 2004 – 1. August 2004 4 Wochen (insgesamt 6) \| 6 \| Usher \| Confessions \| – \| \| 2. August 2004 – 22. August 2004 3 Wochen \| 3 \| Goldenhorse \| Riverhead \| – \| \| 23. August 2004 – 29. August 2004 1 Woche (insgesamt 2) \| 2 \| Brooke Fraser \| What to Do with Daylight \| – \| \| 30. August 2004 – 19. September 2004 3 Wochen \| 3 \| The Finn Brothers \| Everyone Is Here \| – \| \| 20. September 2004 – 17. Oktober 2004 4 Wochen \| 4 \| Yulia \| Into the West \| – \| \| 18. Oktober 2004 – 24. Oktober 2004 1 Woche (insgesamt 2) \| 2 \| Brooke Fraser \| What to Do with Daylight \| – \| \| 25. Oktober 2004 – 21. November 2004 4 Wochen \| 4 \| Robbie Williams \| Greatest Hits \| – \| \| 22. November 2004 – 28. November 2004 1 Woche (insgesamt 4) \| 4 \| Eminem \| Encore \| – \| \| 29. November 2004 – 19. Dezember 2004 3 Wochen \| 3 \| U2 \| How to Dismantle an Atomic Bomb \| – \| \| 20. Dezember 2004 – 9. Januar 2005 3 Wochen (insgesamt 4) \| 4 \| Eminem \| Encore \| – \| |                                          |                                          |                                          |                           |
| ← 2003 |                                          |                                          |                                          | → 2005 →                  |
| Zeitraum | Wo. ges.                                 | Interpret                                | Titel                                    | Zusätzliche Informationen |
| (Zeitraum, Wochen auf Platz eins, Interpret, Titel, zusätzliche Informationen) |                                          |                                          |                                          |                           |
| 23. November 2003 – 4. Februar 2004 11 Wochen (insgesamt 22) | 22                                       | Hayley Westenra                          | Pure                                     | –                         |
| 15. Februar 2004 – 21. Februar 2004 1 Woche | 1                                        | Incubus                                  | A Crow Left of the Murder …              | –                         |
| 22. Februar 2004 – 3. April 2004 6 Wochen | 6                                        | Norah Jones                              | Feels Like Home                          | –                         |
| 4. April 2004 – 2. Mai 2004 5 Wochen | 5                                        | Guns n’ Roses                            | Greatest Hits                            | –                         |
| 3. Mai 2004 – 9. Mai 2004 1 Woche | 1                                        | D12                                      | D12 World                                | –                         |
| 10. Mai 2004 – 16. Mai 2004 1 Woche (insgesamt 3) | 3                                        | Amici Forever                            | The Opera Band                           | –                         |
| 17. Mai 2004 – 23. Mai 2004 1 Woche | 1                                        | Adeaze                                   | Always & for Real                        | –                         |
| 24. Mai 2004 – 6. Juni 2004 2 Wochen (insgesamt 3) | 3                                        | Amici Forever                            | The Opera Band                           | –                         |
| 7. Juni 2004 – 20. Juni 2004 2 Wochen (insgesamt 6) | 6                                        | Usher'                                   | Confessions                              | –                         |
| 21. Juni 2004 – 4. Juli 2004 2 Wochen | 2                                        | Ben Lummis                               | One Road                                 | –                         |
| 5. Juli 2004 – 1. August 2004 4 Wochen (insgesamt 6) | 6                                        | Usher                                    | Confessions                              | –                         |
| 2. August 2004 – 22. August 2004 3 Wochen | 3                                        | Goldenhorse                              | Riverhead                                | –                         |
| 23. August 2004 – 29. August 2004 1 Woche (insgesamt 2) | 2                                        | Brooke Fraser                            | What to Do with Daylight                 | –                         |
| 30. August 2004 – 19. September 2004 3 Wochen | 3                                        | The Finn Brothers                        | Everyone Is Here                         | –                         |
| 20. September 2004 – 17. Oktober 2004 4 Wochen | 4                                        | Yulia                                    | Into the West                            | –                         |
| 18. Oktober 2004 – 24. Oktober 2004 1 Woche (insgesamt 2) | 2                                        | Brooke Fraser                            | What to Do with Daylight                 | –                         |
| 25. Oktober 2004 – 21. November 2004 4 Wochen | 4                                        | Robbie Williams                          | Greatest Hits                            | –                         |
| 22. November 2004 – 28. November 2004 1 Woche (insgesamt 4) | 4                                        | Eminem                                   | Encore                                   | –                         |
| 29. November 2004 – 19. Dezember 2004 3 Wochen | 3                                        | U2                                       | How to Dismantle an Atomic Bomb          | –                         |
| 20. Dezember 2004 – 9. Januar 2005 3 Wochen (insgesamt 4) | 4                                        | Eminem                                   | Encore                                   | –                         |